# Ferros forjats d'Alpens
Els Ferros forjats d'Alpens és una obra d'Alpens (Lluçanès) inclosa a l'Inventari del Patrimoni Arquitectònic de Catalunya.

## Descripció
Força cases o llocs públics d'Alpens tenen elements de ferro fets per Joan Prat, ferrer. Aquestes peces poden ser reixes de balcons, fanals, i fins i tot l'estàtua d'en Manelic en una font del poble. El treball d'aquest ferrer és present a cases del poble i masies, com Colomer, on hi ha una porta de reixat amb dos fanals en forma de dragons que porten teies. Una de les reixes més originals és la que va fer per la seva pròpia casa, Ca l'Andreu a Alpens, amb la figura d'un personatge amb els braços en creu a la part central.